# By Man's Law
By Man's Law è un cortometraggio muto del 1913 diretto da Christy Cabanne.

## Trama
Un magnate del petrolio monopolizza il mercato, taglia posti di lavoro e getta nell'angoscia e nella povertà molta gente. Una ragazza, perso il posto, finisce quasi nelle mani dei mercanti di schiavi.

## Produzione
Il film fu prodotto dalla Biograph Company.

## Distribuzione
Distribuito dalla General Film Company, il film - un cortometraggio in due bobine - uscì nelle sale cinematografiche statunitensi il 22 novembre 1913. Ne venne fatta una riedizione che fu distribuita il 18 luglio 1916.